# Lupte la Jocurile Olimpice de vară din 2020 - Libere masculin 74 kg
Proba de lupte libere 74 de kg masculin de la Jocurile Olimpice de vară din 2020 de la Tokyo a avut loc în perioada 5-6 august 2021 la Makuhari Messe Hall A.

## Program
Orele sunt ora Japoniei (UTC+9) 
| Data                  | Timp        | Etapă                                          |
| --------------------- | ----------- | ---------------------------------------------- |
| Joi, 5 august 2021    | 11:00 18:15 | Optimi de finală Sferturi de finală Semifinale |
| Vineri, 6 august 2021 | 11:00 17:00 | Recalificări Finale                            |

## Rezultate
Legendă
- F — Victorie prin tuș

### Tabloul principal
|  | Optimi de finală                   | Optimi de finală                   | Optimi de finală |  |  | Sferturi de finală                 | Sferturi de finală                 | Sferturi de finală                 |   |                       | Semifinale                         | Semifinale                         | Semifinale |  |  | Finala | Finala | Finala |
|  |                                    |                                    |                  |  |  |                                    |                                    |                                    |   |                       |                                    |                                    |            |  |  |        |        |        |
|  | Frank Chamizo (ITA)                | Frank Chamizo (ITA)                | 5                |  |  |                                    |                                    |                                    |   |                       |                                    |                                    |            |  |  |        |        |        |
|  | Avtandil Kentchadze (GEO)          | Avtandil Kentchadze (GEO)          | 1                |  |  | Frank Chamizo (ITA)                | Frank Chamizo (ITA)                | 3                                  |   |                       |                                    |                                    |            |  |  |        |        |        |
|  | Turan Bayramov (AZE)               | Turan Bayramov (AZE)               | 4                |  |  | Turan Bayramov (AZE)               | Turan Bayramov (AZE)               | 1                                  |   |                       |                                    |                                    |            |  |  |        |        |        |
|  | Vasyl Mykhailov (UKR)              | Vasyl Mykhailov (UKR)              | 2                |  |  |                                    |                                    |                                    |   | Frank Chamizo (ITA)   | Frank Chamizo (ITA)                | 7                                  |            |  |  |        |        |        |
|  | Geandry Garzón (CUB)               | Geandry Garzón (CUB)               | 8                |  |  |                                    | Mahamedkhabib Kadzimahamedau (BLR) | Mahamedkhabib Kadzimahamedau (BLR) | 9 |                       |                                    |                                    |            |  |  |        |        |        |
|  | Mahamedkhabib Kadzimahamedau (BLR) | Mahamedkhabib Kadzimahamedau (BLR) | 12               |  |  | Mahamedkhabib Kadzimahamedau (BLR) | Mahamedkhabib Kadzimahamedau (BLR) | 11                                 |   |                       |                                    |                                    |            |  |  |        |        |        |
|  | Kyle Dake (USA)                    | Kyle Dake (USA)                    | 4                |  |  | Kyle Dake (USA)                    | Kyle Dake (USA)                    | 0                                  |   |                       |                                    |                                    |            |  |  |        |        |        |
|  | Mostafa Hosseinkhani (IRI)         | Mostafa Hosseinkhani (IRI)         | 0                |  |  |                                    |                                    |                                    |   |                       | Mahamedkhabib Kadzimahamedau (BLR) | Mahamedkhabib Kadzimahamedau (BLR) | 0          |  |  |        |        |        |
|  | Zaurbek Sidakov (COR)              | Zaurbek Sidakov (COR)              | 12               |  |  |                                    | Zaurbek Sidakov (COR)              | Zaurbek Sidakov (COR)              | 7 |                       |                                    |                                    |            |  |  |        |        |        |
|  | Augusto Midana (GBS)               | Augusto Midana (GBS)               | 2                |  |  | Zaurbek Sidakov (COR)              | Zaurbek Sidakov (COR)              | 13                                 |   |                       |                                    |                                    |            |  |  |        |        |        |
|  | Franklin Gómez (PUR)               | Franklin Gómez (PUR)               | 0                |  |  | Bekzod Abdurakhmonov (UZB)         | Bekzod Abdurakhmonov (UZB)         | 6                                  |   |                       |                                    |                                    |            |  |  |        |        |        |
|  | Bekzod Abdurakhmonov (UZB)         | Bekzod Abdurakhmonov (UZB)         | 10               |  |  |                                    |                                    |                                    |   | Zaurbek Sidakov (COR) | Zaurbek Sidakov (COR)              | 11                                 |            |  |  |        |        |        |
|  | Amr Reda Hussen (EGY)              | Amr Reda Hussen (EGY)              | 6                |  |  |                                    | Daniyar Kaisanov (KAZ)             | Daniyar Kaisanov (KAZ)             | 0 |                       |                                    |                                    |            |  |  |        |        |        |
|  | Kamil Rybicki (POL)                | Kamil Rybicki (POL)                | 1                |  |  | Amr Reda Hussen (EGY)              | Amr Reda Hussen (EGY)              | 5                                  |   |                       |                                    |                                    |            |  |  |        |        |        |
|  | Keisuke Otoguro (JPN)              | Keisuke Otoguro (JPN)              | 2                |  |  | Daniyar Kaisanov (KAZ)             | Daniyar Kaisanov (KAZ)             | 8                                  |   |                       |                                    |                                    |            |  |  |        |        |        |
|  | Daniyar Kaisanov (KAZ)             | Daniyar Kaisanov (KAZ)             | 2F               |  |  |                                    |                                    |                                    |   |                       |                                    |                                    |            |  |  |        |        |        |

### Recalificări pentru medalia de bronz
|  | Recalificări runda 1 |                      |    |
|  |                      |                      |    |
|  | Geandry Garzón (CUB) | Geandry Garzón (CUB) | 0  |
|  | Kyle Dake (USA)      | Kyle Dake (USA)      | 10 |

|  | Recalificări runda 1       |                            |    |
|  |                            |                            |    |
|  | Augusto Midana (GBS)       | Augusto Midana (GBS)       | 0  |
|  | Bekzod Abdurakhmonov (UZB) | Bekzod Abdurakhmonov (UZB) | 10 |

### Meciuri pentru medalia de bronz
|  | Medalia de bronz    |                     |    |
|  |                     |                     |    |
|  | Kyle Dake (USA)     | Kyle Dake (USA)     | 10 |
|  | Frank Chamizo (ITA) | Frank Chamizo (ITA) | 0  |

|  | Recalificări runda 1       |                            |    |
|  |                            |                            |    |
|  | Bekzod Abdurakhmonov (UZB) | Bekzod Abdurakhmonov (UZB) | 13 |
|  | Daniyar Kaisanov (KAZ)     | Daniyar Kaisanov (KAZ)     | 2  |

## Clasament final
| Loc | Sportiv                            |
| --- | ---------------------------------- |
| 1   | Zaurbek Sidakov (COR)              |
| 2   | Mahamedkhabib Kadzimahamedau (BLR) |
| 3   | Kyle Dake (USA)                    |
| 3   | Bekzod Abdurakhmonov (UZB)         |
| 5   | Frank Chamizo (ITA)                |
| 5   | Daniyar Kaisanov (KAZ)             |
| 7   | Amr Reda Hussen (EGY)              |
| 8   | Turan Bayramov (AZE)               |
| 9   | Geandry Garzón (CUB)               |
| 10  | Vasyl Mykhailov (UKR)              |
| 11  | Augusto Midana (GBS)               |
| 12  | Avtandil Kentchadze (GEO)          |
| 13  | Kamil Rybicki (POL)                |
| 14  | Keisuke Otoguro (JPN)              |
| 15  | Mostafa Hosseinkhani (IRI)         |
| 16  | Franklin Gómez (PUR)               |